# ウィリアム・ユージン・ブラックストン

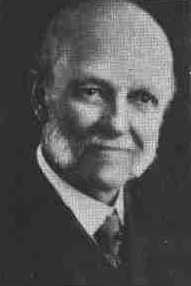
ウィリアム・ユージン・ブラックストン

ウィリアム・ユージン・ブラックストン（William Eugene Blackstone, 1841年10月6日 - 1935年11月7日）はアメリカの伝道者、ドワイト・ライマン・ムーディーの影響を受けた、クリスチャン・シオニスト。

## 生涯
- 1841年　ニューヨークのアダムズに生まれる。
- 1852年　メソジスト教会のリバイバル集会で福音的なクリスチャンになる。
- 1860年　アメリカ南北戦争の時に兵士として登録されるが、虚弱体質のために従軍しなかった。
- 1866年6月5日　セーラー・リー・スミスと結婚する。
- 1870年　イリノイ州のオーク・パークに定住する。建築と不動産投資のビジネスに従事する。ドワイト・ライマン・ムーディーの説教と著作の影響の下で、宗教に立ち返り、前千年王国説と教会の携挙を主張するようになる。アメリカ全土で宣教を始め、クリスチャン・シオニズムを熱心に説くようになる。
- 1881年　『耶蘇は来る（Christ is coming）』（中田重治訳）を著す。
- 1890年11月24日-25日　ブラックストンはシカゴの第一メソジスト監督教会で「過去・現在・未来のイスラエルにおける会議」を開催する。ユダヤ教とクリスチャンの両方の指導者が参加した。
- 1904年　世界はすでに福音化されていると説き始めた。